# Poesia

A poesia é uma forma de linguagem e gênero literário, geralmente associada à produção de poemas e canções e à expressão artística por meio de versos, metáforas e rimas. O seu conceito preciso é tema de discussão corrente na filosofia, teoria da arte e teoria literária, sendo que o termo é empregado tanto para se referir a uma forma de linguagem quanto a uma atividade estética.
A poesia é a expressão artística mais cultivada em todo o mundo, tendo sido o ponto de partida para o nascimento de todas as literaturas. Ela surgiu antes mesmo da escrita e o primeiro registro escrito da história da humanidade, a Epopeia de Gilgamesh, é um poema. Ao longo da história e das sociedades humanas, assumiu diversas formas e propósitos, servindo geralmente para a expressão de sentimentos e ideias e para a narração de histórias. Seus expoentes, os poetas, foram cultuados em diversas civilizações como entidades mitológicas e símbolos nacionais, a exemplo de Homero, Virgílio, Horácio, Camões, Gonçalves Dias, Olavo Bilac e Fernando Pessoa, e ainda hoje são importantes figuras no cenário cultural.

## Conceito
O termo poesia vem do grego poíesis e, originalmente, indicava a ideia de "criar". Nesse sentido, a poesia seria a tendência humana para criar algo a partir da imaginação, relacionando-se diretamente ao processo de mimese, que é a reprodução estética da "realidade percebida pelos sentidos".
Com o passar do tempo, porém, o termo perdeu esse sentido e se concentrou especificamente em uma atividade de expressão artística feita a partir da língua. O Dicionário Aulete, por exemplo, define poesia como a "forma de expressão artística através de uma linguagem em que se empregam, segundo certas regras, sons, palavras, estruturas sintáticas etc.". Já o Mini Dicionário Aurélio da Língua Portuguesa a define como a "arte de criar imagens, de sugerir emoções por meio de uma linguagem em que se combinam sons, ritmos e significados".
Atualmente, os estudiosos que trabalham esse conceito pensam na poesia ora como uma forma de linguagem ora como um gênero literário. Há ainda alguns, como o filósofo Jean-Luc Nancy, que definem a poesia como uma forma de discurso em geral. 
Minha terra tem palmeiras

Onde canta o sabiá.

As aves que aqui gorjeiam

Não gorjeiam como lá.— Canção do Exílio, de Gonçalves Dias. Exemplo de poesia.

### Forma de linguagem
Nos tempos modernos, o semiólogo e linguista Roman Jakobson, um dos principais expoentes do formalismo russo, caracterizou a poesia como "a linguagem em sua função estética". Segundo ele, esse processo se concretiza pelo emprego da função poética, que "consiste na projeção do eixo da seleção sobre o eixo da combinação dos elementos linguísticos", ou seja, ocorre quando, em um texto, tantos os significantes (fonemas, morfemas e palavras) quantos os significados adquirem fundamental importância para a comunicação. De acordo com Viktor Chklovsky, outro grande expoente do formalismo russo, a linguagem poética aumenta o esforço perceptivo, implica estranhamento e caracteriza a literariedade, de maneira que a poesia seria, assim, o meio pelo qual se produz arte e literatura a partir da língua.
Seguindo uma linha de pensamento semelhante, o poeta e escritor Ariano Suassuna, em seu livro Iniciação à Estética, define a poesia como “uma linguagem com predominância da imagem e da metáfora sobre a precisão e a clareza”. De abordagens como essa veio, provavelmente, o emprego das palavras poesia e poético como conotações de beleza, inspiração e profundidade de ideias. 
O amor comeu meu nome, minha identidade, meu retrato. O amor comeu minha certidão de idade, minha genealogia, meu endereço. O amor comeu meus cartões de visita. O amor veio e comeu todos os papéis onde eu escrevera meu nome.— Os três mal-amados, de João Cabral de Melo Neto. Exemplo de poesia.

### Gênero literário
Nos tempos modernos, costuma-se classificar a poesia como um gênero literário baseado na expressão conotativa transmitida em versos, em oposição à prosa, baseada na linguagem simples e direta. Cada texto que pertence a esse gênero, seja qual for seu gênero textual (soneto, ode, haiku etc.), é chamado de poema.
Nessa linha, o crítico literário Afrânio Coutinho define a poesia como "a forma literária em que o artista utiliza uma série de meios intermediários - os artifícios líricos - para traduzir a sua visão da realidade e veiculá-la ao leitor". Já o professor Massaud Moisés a define como "a expressão metafórica do eu, cujo resultado, o poema, pode ser em verso ou em prosa". 
Quando vier a primavera,

Se eu já estiver morto,

As flores florirão da mesma maneira

E as árvores não serão menos verdes que na primavera passada.

A realidade não precisa de mim.— Poema de Alberto Caeiro (Fernando Pessoa). Exemplo de poesia.

## Funcionamento
Há uma série de artifícios que podem ser empregados para poetizar a linguagem, como ritmo prosódico, rimas e tropos. Segundo o poeta e crítico literário Ezra Pound, em seu livro ABC da Literatura, esse processo de poetização - que, em suas palavras, tem o objetivo de "carregar a linguagem de significado até o máximo grau possível" - dispõe de três meios principais: a melopeia, que consiste na produção de "correlações emocionais por intermédio do som e do ritmo da fala"; a fanopeia, que consiste na projeção de imagens na imaginação visual do leitor; e a logopeia, que consiste no estímulo de "associações (intelectuais ou emocionais)" a partir das "palavras ou grupos de palavras efetivamente empregados".

### Ritmo prosódico
O ritmo prosódico consiste, segundo Plínio A. Barbosa, na "conjugação da percepção de regularidade silábica e de alternância de sílabas fortes e fracas" e contribui para a melopeia. A regularidade silábica decorre do isossilabismo, popularmente conhecido como métrica, que se baseia na produção de versos ou frases com o mesmo número de sílabas prosódicas. Quando os enunciados não são isossilábicos, eles recebem o nome de verso livre.
Já a alternância silábica, também chamada de cadência ou apenas de ritmo, decorre da divisão dos versos ou frases em pés métricos, que são conjuntos binários ou ternários de sílabas dominados por uma sílaba forte. Caso os pés métricos sejam os mesmos ao longo do enunciado, o ritmo é regular, caso contrário, é irregular.
Por exemplo, o crítico literário Antonio Candido observa que o poema Meu sonho, de Álvares de Azevedo, apresenta, em cada verso, três anapestos (pé métrico formado por duas sílabas fracas e uma forte), de maneira a simular o cavalgar de um cavalo, em referência ao tema do poema.
Cavaleiro das armas escuras,

Onde vais pelas trevas impuras

Com a espada sangrenta na mão?— Meu sonho, de Álvares de Ázevedo.
| 1   | 2    | 3    | 4  | 5   | 6    | 7   | 8  | 9   | -   |
| --- | ---- | ---- | -- | --- | ---- | --- | -- | --- | --- |
| Ca  | va   | lei  | ro | das | ar   | mas | es | cu  | ras |
| On  | de   | vais | pe | las | tre  | vas | im | pu  | ras |
| Com | a es | pa   | da | san | gren | ta  | na | mão | -   |

### Figuras de sonoridade
O emprego de figuras de sonoridade ao longo do texto - particularmente a aliteração, a assonância e a rima - contribui para a melopeia. "Os sons da língua", segundo Ana Maria Wendler e Márcia Zan Vieira, "podem provocar-nos uma sensação de agrado ou desagrado e ainda sugerir ideias, impressões". Por exemplo, no poema Os sinos, de Manuel Bandeira, o professor José Luiz Fiorin observa que a reiteração dos fonemas /b/ e /ẽ/ "sugere o som metálico e alegre" do sino.
Sino de Belém, pelos que inda vêm!

Sino de Belém bate bem-bem-bem.— Os sinos, de Manuel Bandeira.
Essas figuras, ainda, podem servir para estruturar o texto. Por exemplo, "as rimas", segundo Ezra Pound, "podem ser usadas para distribuir os sons por zonas", como acontece no soneto Último credo, de Augusto dos Anjos, onde, segundo Renira Lisboa de Moura Lima, as rimas marcam o início e o fim de cada estrofe: nos quartetos, as rimas femininas orais indicam o começo e o término e abraçam as rimas masculinas nasais; e, nos tercetos, as rimas femininas nasais marcam o início e as rimas masculinas orais marcam o fim, em uma transformação que indica a transição do esquema de estrofes.
Como ama o homem adúltero o adultério

E o ébrio a garrafa tóxica de rum,

Amo o coveiro - este ladrão comum

Que arrasta a gente para o cemitério!

É o trancendentalíssimo mistério!

É o nous, é o pneuma, é o ego sum qui sum,

É a morte, é esse danado número Um

Que matou Cristo e que matou Tibério!

Creio, como o filósofo mais crente,

Na generalidade decrescente

Com que a substância cósmica evolui ...

Creio, perante a evolução imensa,

Que o homem universal de amanhã vença

O homem particular que eu ontem fui!— Último credo, de Augusto dos Anjos.

### Tropos
Os tropos, segundo Fiorin, são figuras de linguagem onde "um sentido literal de um termo é substituído por um sentido figurado", a exemplo da metáfora, da metonímia e da hipérbole, e contribuem para a fanopeia. Por exemplo, no poema Todas as vidas, de Cora Coralina, Kênia Cristina Borges Dias observa que a autora emprega diversas metáforas para caracterizar cada vivência que teve, como ao afirmar que é "casca-grossa", comparando-se a uma árvore para indicar a firmeza de sua identidade.
Vive dentro de mim

a mulher do povo.

Bem proletária.

Bem linguaruda,

desabusada, sem preconceitos,

de casca-grossa,

de chinelinha,

e filharada.— Todas as vidas, de Cora Coralina

### Figuras de sintaxe
Figuras de linguagem que envolvem alterações na estrutura sintática dos enunciados também podem contribuir para a fanopeia. Por exemplo, Fiorin observa que inversões sintáticas como anástrofes, hipérbatos e sínquises produzem "uma intensificação do sentido, pois um termo é alçado a uma posição de proeminência", como acontece no Hino Nacional Brasileiro, onde "o sintagma povo heroico ganha destaque em relação a brado retumbante" e "Ipiranga é realçado em relação a margens plácidas".
Ouviram do Ipiranga as margens plácidas

De um povo heroico o brado retumbante— Hino Nacional Brasileiro, de Osório-Duque de Estrada.

### Figuras de pensamento
Figuras de linguagem que envolvem o jogo de ideias podem contribuir para a logopeia. Por exemplo, Fiorin observa que, na canção Quereres, de Caetano Veloso, "explicita-se", por meio da antítese, "um brilhante jogo de oposições, de contradições, de contraposições, para mostrar as inadequações do amor real, onde nem tudo é métrica e rima, mas também dor".
Onde queres o ato, eu sou o espírito

E onde queres ternura, eu sou tesão

Onde queres o livre, decassílabo

E onde buscas o anjo, sou mulher

Onde queres prazer, sou o que dói

E onde queres tortura, mansidão

Onde queres um lar, revolução

E onde queres bandido, sou herói— Quereres, de Caetano Veloso.

## Gêneros poéticos

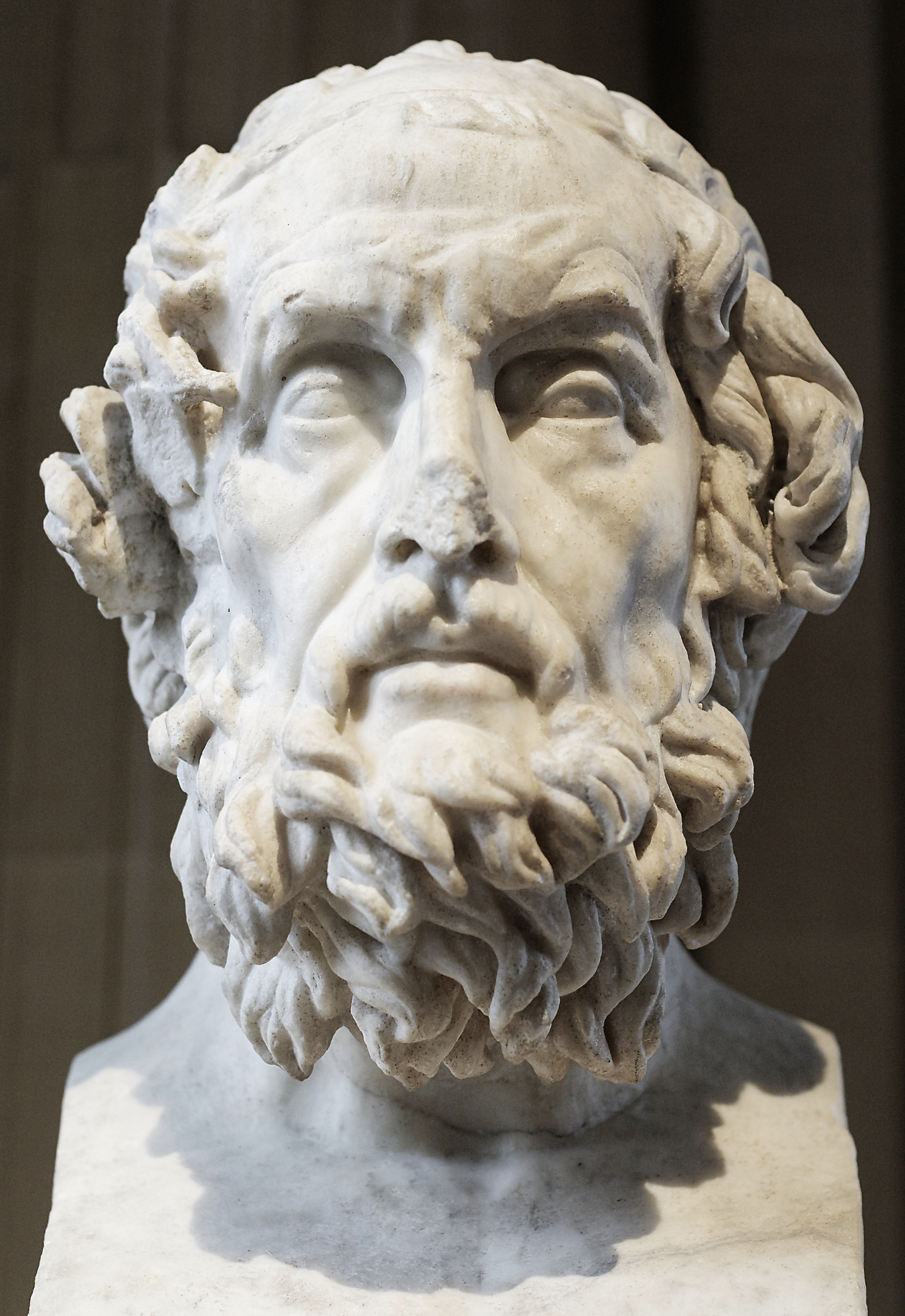
Homero

Ao longo da história, vários tipos de poesia foram produzidos pelas mais diferentes sociedades, contudo, dois gêneros de poesia ecoaram em todas elas: a poesia lírica, baseada na expressão de subjetividade e sentimentos, a exemplo dos sonetos de Petrarca e Camões; e a poesia épica, baseada na transmissão de narrativas históricas, mitológicas e lendárias, a exemplo das epopeias de Homero, Dante e Basílio da Gama. O termo lírica vem de lira, um instrumento musical muito usado por poetas gregos que cultivavam esse gênero, ao passo que o termo épica, que significa "narrativa", vem de poetas gregos que compunham epopeias.
Para o professor e crítico literário Massaud Moisés, a poesia lírica consiste na "poesia da confissão ou poesia da emoção". Já para o professor e crítico literário Afrânio Coutinho, consiste na veiculação de uma "visão da realidade", não requerendo necessariamente a expressão emotiva.
Alma minha gentil, que te partiste

Tão cedo desta vida descontente,

Repousa lá no Céu eternamente

E viva eu cá na terra sempre triste.

Se lá no assento etéreo, onde subiste,

Memória desta vida se consente,

Não te esqueças daquele amor ardente

Que já nos olhos meus tão puro viste.

E se vires que pode merecer-te

Alguma cousa a dor que me ficou

Da mágoa, sem remédio, de perder-te,

Roga a Deus, que teus anos encurtou,

Que tão cedo de cá me leve a ver-te

Quão cedo de meus olhos te levou.— Soneto de Camões. Exemplo de poesia lírica.
Quanto à poesia épica, Coutinho afirma que ela consiste exclusivamente na narração de mitos e lendas, não sendo necessariamente uma expressão poética. Já Moisés afirma que ela é a "poesia em que o poeta se flexiona para fora de si, alargando o eu até o limite do pronome nós", de maneira que este gênero comporta qualquer expressão poética que vise a expressão de uma coletividade. Desde o início do século XX, autores como T. S. Eliot e Fernando Pessoa procuraram reformar o gênero.
Fumam ainda nas desertas praias

Lagos de sangue tépidos, e impuros,

Em que ondeiam cadáveres despidos,

Pasto de corvos. Dura inda nos vales

O rouco som da irada artilheria.

Musa, honremos o Herói, que o povo rude

Subjugou do Uraguai, e no seu sangue

Dos decretos reais lavou a afronta.

Ai tanto custas, ambição de império!— Canto Primeiro da epopeia O Uruguai, de Basílio da Gama. Exemplo de poesia épica.